# Федотов, Илья Сергеевич
Илья Сергеевич Федотов (род. 19 марта 2003, Саратов) — российский хоккеист, нападающий.

## Биография
Сын хоккеиста Сергея Федотова, старший брат Максим и младший Александр также хоккеисты.
Начал заниматься хоккеем в четыре года. Воспитанник саратовского «Кристалла». С сезона 2016/17 — в системе нижегородского «Торпедо». В КХЛ дебютировал 24 сентября 2020 в домашнем матче против «Амура» (2:3 ОТ).
На драфте НХЛ 2021 года был выбран во 2-м раунде под общим 43-м номером клубом клубом «Аризона Койотис».
1 ноября 2022 года было сообщено, что «Торпедо» продлило контракт с Федотовым до конца сезона 2023/24 и до конца чемпионата отдало его в аренду в «Нефтехимик». 4 июля 2023 года вместе с братьями перешёл в СКА. 4 июля 2024 года вместе с братом Максимом был обменян в «Сочи». 15 января 2025 клуб расторг контракт с Федотовым, так как тот отказался играть в ВХЛ.